# Sjnjutjegierkejaure
Sjnjutjegierkejaure är en sjö i Storumans kommun i Lappland och ingår i Umeälvens huvudavrinningsområde. Sjön har en area på 0,109 kvadratkilometer och ligger 773,6 meter över havet.

## Delavrinningsområde
Sjnjutjegierkejaure ingår i det delavrinningsområde (728767-145764) som SMHI kallar för Inloppet i Nedre Vinterträsket. Medelhöjden är 760 meter över havet och ytan är 15,98 kvadratkilometer. Räknas de 2 avrinningsområdena uppströms in blir den ackumulerade arean 32,35 kvadratkilometer. Vattendraget som avvattnar avrinningsområdet har biflödesordning 4, vilket innebär att vattnet flödar genom totalt 4 vattendrag innan det når havet efter 402 kilometer. Avrinningsområdet består mestadels av skog (36 procent) och kalfjäll (63 procent). Avrinningsområdet har 0,11 kvadratkilometer vattenytor vilket ger det en sjöprocent på 0,7 procent.